# Веселовский, Борис Борисович
Борис Борисович Веселовский (22 июня [4 июля] 1880, Бобылевка, Саратовская губерния — 28 мая 1954, Москва) — российский историк, экономист, доктор экономических наук, профессор.

## Биография
Родился 22 июня (4 июля) 1880 в с. Бобылевка, Саратовская губерния в дворянской семье. Родовое имение Веселовских — Петровское — находилось недалеко от Смоленска. Его отец, Борис Степанович Веселовский (1829—1911), работал агрономом, был управляющим (с 1863 по 1888 гг.) в имении Львовых, занимался сельским хозяйством в своем имении в Саратовской губернии. Мать — Леонида Степановна (урожд. Любич-Ярмолович-Лозина-Лозинская; 1845—1933). Брат отца, Константин Степанович Веселовский — экономист, член Академии наук. Двоюродный брат (сын Константина Степановича) — Борис Константинович Веселовский, историк искусства, архитектор. Двоюродная сестра (дочь сестры отца, Варвары Степановны, в замуж. Перовской) — Софья Львовна Перовская.
Семья была многодетной — 14 детей. 
Старшие братья:
- Константин Борисович Веселовский (1871—1919, Москва), был председателем земской управы Балашовского уезда Саратовской губернии. При его деятельном участии в Балашовском уезде строились школы, открывались врачебные участки, ремонтировались и устраивались больницы, прокладывались и улучшались дороги, мосты, строились и открывались Народные дома и библиотеки, велась большая культурно-просветительная работа.  Осенью 1918 несколько раз арестовывался, в январе 1919 года умер от сыпного тифа и голодного истощения. Его сын, Борис Константинович Веселовский, (1911–1943), химик, сотрудник Всесоюзного института минерального сырья, погиб на войне[6][7].
- Степан Борисович Веселовский, историк.

Учился в Императорском Московском техническом училище, примыкал к социал-демократам. С 1905 занимался научной, преподавательской и публицистической деятельностью.
После 1917 года работал в Центроархиве, Госплане СССР. С 1927 — профессор Московского университета, преподаватель Московского инженерно-экономического института.
В 1930 году был арестован и за по делу «Трудовой крестьянской партии» приговорен к 3 годам ИТЛ. Освобожден в 1931 году. Реабилитирован Прокуратурой СССР в 1989 году.
Похоронен в Москве на Введенском кладбище (21 уч.).

##### Семья[7]
1-й брак — Мария Константиновна Соловьева (1877—1919)
Сын — Владимир Борисович Веселовский (1903—1964). Поступил в Тимирязевскую сельскохозяйственную академию, в 1922 году — исключен из академии за студенческие выступления и арестован по обвинению «в контрреволюционной деятельности»; приговорен к 3 годам ссылки и отправлен в Сибирь. Продолжил заочное обучение в академии, в 1924 году — окончил ее. Специалист в области животноводства, кандидат сельскохозяйственных наук (1940). 
2-й брак — Клара Павловна Лившиц (1882—1956), автор таких статей и брошюр по воспитанию, как «Педологический практикум: Пособие для  практических занятий по педологии» (М., 1924; 1928),  «Педологические основы полового воспитания»  (М., 1926; 1929), «Особенности возраста октябрят: (Беседа с вожатым)» (М.-Л., 1927) и др.

## Избранные труды[11]
Научные труды посвящены вопросам истории земства, экономики городского хозяйства и краеведению.
- Алмазов (Маневич) С. Л., Веселовский Б. Б. Настольный справочник домоуправлений: Рук. для жилищ. т-в, правл. и ревиз. комис. управдомов, комендантов и др. — М.: Интернацион. (39) «Мосполиграф», 1926. — 317 с.
- Аграрный вопрос в Совете министров: (1906) / Под ред. Б. Б. Веселовского, В. И. Пичета и В. М. Фриче. — М.; Л.: Гос. изд., 1924. — 178 с. — (Материалы по истории крестьян. движений в России; Вып. 4).
- Веселовский Б. Б. Дорожное дело, как отрасль коммунального хозяйства. — М.: Изд-во Гл. упр. коммун. хоз-ва Н.К.В.Д., 1925. — 24 с.
- Веселовский Б. Б. Земство и его новое устройство. — Петроград: Муравей, 1917. — 32 с. — (Общедоступная библиотека «Задачи свободной России». Серия 4. Библиотека местного самоуправления; № 428).
- Веселовский Б. Б. Земство и земская реформа. — Петроград: Т-во О. Н. Попова, 1918. — 48 с.
- Веселовский Б. Б. Исторический обзор деятельности земских учреждений С.-Петербургской (ныне Петроградской) губернии. (1865–1915 гг.). — Петроград: Петрогр. губ. земство, 1917. — 621 с.
- Веселовский Б. Б. Исторический очерк деятельности земских учреждений Тверской губернии (1864–1913 гг.). — Тверь: Твер. губ. земство, 1914. — 591 с.
- Веселовский Б. Б. История земства за сорок лет. — СПб.: О. Н. Попова, 1909–1911. — Т. 1–4. Т.2 Т.3 Т.4
- Веселовский Б. Б. К вопросу о взаимных отношениях губернских и уездных земств. — Пенза: Типо-лит. т-ва А.И. Рапопорт и К°, 1911. — (Отт. из № 1 «Вестн. Пенз. земства»).
- Веселовский Б. Б. К вопросу о земских пенсионных и эмеритальных кассах. — Пенза: пар. типо-лит. А. И. Рапопорт и К°, 1910. — 10 с.
- Веселовский Б. Б. К вопросу о классовых интересах в земстве: Вып. 1. — СПб.: скл. изд.-кн. маг. т-ва «Обществ. польза», 1905. — 164 с.
- Веселовский Б. Б. К вопросу об улучшении земских финансов. — СПб., 1911. — С. 153–158. — (Отт. из «Зап. Имп. Рус. Техн. о-ва». — 1911. — № 4).
- Веселовский Б. Б. Крестьянский вопрос и крестьянское движение в России: (1902-1906 гг.). — СПб.: Зерно, 1907. — 172 с.
- Веселовский Б. Б. Местное самоуправление / Нар. ун-т им. Л. И. Лутугина. Лекции, чит. на Курсах для агитаторов. — Петроград: тип. «Трудолюбие» А. А. Миськевича, 1917. — 7 с.
- Веселовский Б. Б. Местное самоуправление и демократия. — Петроград: Муравей, 1917. — 32 с. — (Общедоступная библиотека «Задачи свободной России». Серия 1. Политическая библиотека; № 438).
- Веселовский Б. Б. Муниципализация и муниципальная политика в России. — СПб., 1914. — 20 с. — (Из «Зап. Рус. техн. о-ва». — 1914. — № 4).
- Веселовский Б. Б. Новые законы о земле. — СПб.: Свет, 1907. — 20 с.
- Веселовский Б. Б. Поселковое самоуправление. — Петроград: Т-во О. Н. Поповой, 1918. — 16 с.
- Веселовский Б. Б. Реформа 19 февраля 1861 г. и земские учреждения. — Пенза: Типо-лит. А. И. Рапопорт и К°, 1911. — 12 с. — (Отт. из «Вестн. Пенз. земства». — 1911. — № 2).
- Веселовский Б. Б. Что дало Тверское земство за 50 лет народу. 1864–1914. — Тверь: Твер. губ. зем. управа, 1914. — 28 с. — (Экз. РНБ (Зем, 41/114): «От автора. Корректура брош. юбил., не пропущ. ценз. Твер. губ. зем. управы»).
- Веселовский Б. Б., Корсаков К., Леви В. и соавт. Благоустройство деревни: Сб. ст. — М.: Гл. упр. коммун. хоз-ва Н.К.В.Д., 1925. — 189 с.
- Жилищно-строительная кооперация: Справочник / Сост.: Б. Б. Веселовский. — М.: Изд-во Глав. упр. коммун. хоз-ва Н.К.В.Д., 1925. — 172 с.
- Горсоветы и коммунальное хозяйство. Под ред. Б. Б. Веселовского, Д. И. Шейниса. М.: НК Внутренних дел РСФСР, 1927. — 357 с.